# Paul-Armand Girardet
Paul-Armand Girardet, né à Versailles le 20 mai 1859 et mort à Neuilly-sur-Seine le 3 avril 1915, est un peintre et graveur français.

## Biographie

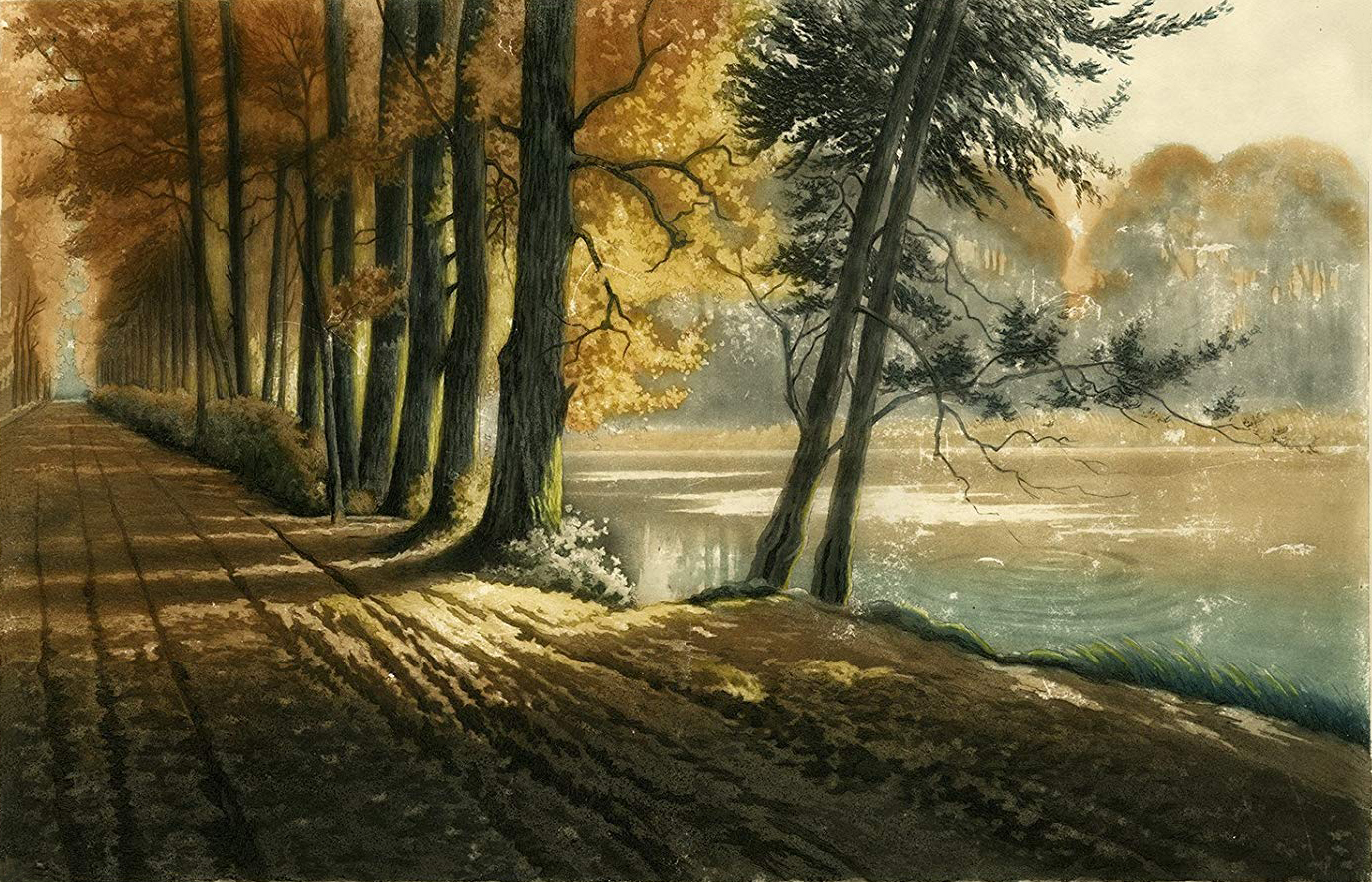
Beau Jour d'Octobre (1910).

Paul-Armand Rodolphe Girardet est le fils de Paul Girardet, artiste graveur (1821-1893) et d'Anna Louise Alexandrine Sandoz (1825-1884).
Il apprend le dessin avec son père, puis avec Auguste Trichon. Entré à l'École nationale supérieure des beaux-arts, il étudie auprès d'Alexandre Cabanel.
En décembre 1892, il épouse à Marseille la sculptrice française Berthe Hélène Imer.
Il expose au salon à partir de 1898.
Lors de la Première Guerre mondiale, son fils Jean-Paul tombe pour la France (en 1917).
Il meurt à Neuilly-sur-Seine le 3 avril 1915 à l'âge de 55 ans.